# Allen Leech
Allen Leech (nascido Alan Leech; Killiney, 18 de maio de 1981) é um ator irlandês mais conhecido por seu papel como Tom Branson na série dramática Downton Abbey e como Paul Prenter na cinebiografia Bohemian Rhapsody, de 2018. Ele estreou na atuação em 1998 na peça A Streetcar Named Desire, fez sua primeira grande aparição no cinema como Vincent Cusack em Cowboys & Angels, e foi indicado ao Irish Film & Television Awards em 2004 por sua performance como Mo Chara em Man About Dog. Leech interpretou Marco Vipsânio Agripa na série Roma.

## Primeiros anos
Leech nasceu em Killiney, Condado de Dublin, filho de David Leech, diretor executivo de uma empresa de sistemas de computadores, e Kay Leech. Ele é o terceiro de quatro filhos; tem um irmão mais velho, Greg, uma irmã mais velha, Alli, e um irmão mais novo, Simon. Ele estudou na St Michael's College. Leech interessou-se por atuação aos onze anos quando interpretou o Leão Covarde em uma adaptação escolar de The Wonderful Wizard of Oz e descobriu uma paixão pelos palcos. Ele se lembrou de como decidiu imediatamente se tornar um ator quando Peter McDonald disse a ele como atuar é uma profissão na última noite da peça.
Depois disso, o teatro se tornou o "foco" da adolescência de Leech, além de sua vida familiar, duas coisas que o ajudaram em seus anos escolares. Ele começou a atuar profissionalmente depois de ganhar um pequeno papel na produção de 1998 de A Streetcar Named Desire no Gate Theatre. Ele se formou como bacharel e mestre em artes cênicas e teatro na Trinity College, mais tarde observando que isso era uma "brecha" na estipulação de seus pais de que ele precisava de um diploma garantido caso não conseguisse sucesso como ator. Ele conseguiu seus primeiros grandes papéis em Cowboys & Angels e Man About Dog enquanto estava na faculdade, e admitiu que se concentrou pouco nos trabalhos escolares porque passava seu tempo preocupado com audições e atuação.

## Vida pessoal
Em fevereiro de 2018, Leech anunciou que estava se relacionando com a atriz Jessica Blair Herman. Eles se casaram em 5 de janeiro de 2019 no Alisal Ranch and Resort em Solvang, Califórnia. Entre os convidados da cerimônia estavam colegas de elenco de Leech em Downton Abbey e Bohemian Rhapsody, incluindo Rami Malek, Gwilym Lee e Lucy Boynton. Em setembro de 2019, o casal anunciou que estava esperando seu primeiro filho.

## Prêmios e indicações
| Ano  | Prêmio                         | Categoria                            | Indicação          | Resultado | Ref.          |
| ---- | ------------------------------ | ------------------------------------ | ------------------ | --------- | ------------- |
| 2004 | Irish Film & Television Awards | Melhor Novo Talento                  | Cowboys & Angels   | Indicado  | [ 12 ] [ 13 ] |
| 2005 | Irish Film & Television Awards | Melhor Ator em Televisão             | Love Is the Drug   | Indicado  | [ 14 ] [ 15 ] |
| 2006 | Irish Film & Television Awards | Melhor Ator Coadjuvante em Televisão | Legend             | Indicado  | [ 16 ] [ 17 ] |
| 2012 | Prêmio Screen Actors Guild     | Melhor Elenco em Série Dramática     | Downtown Abbey     | Venceu    | [ 18 ] [ 19 ] |
| 2013 | Prêmio Screen Actors Guild     | Melhor Elenco em Série Dramática     | Downtown Abbey     | Indicado  | [ 20 ]        |
| 2013 | Irish Film & Television Awards | Melhor Ator Coadjuvante em Televisão | Downtown Abbey     | Indicado  | [ 21 ]        |
| 2014 | Prêmio Screen Actors Guild     | Melhor Elenco em Série Dramática     | Downtown Abbey     | Venceu    | [ 22 ] [ 23 ] |
| 2014 | Irish Film & Television Awards | Melhor Ator Coadjuvante em Cinema    | O Jogo da Imitação | Indicado  | [ 24 ]        |
| 2014 | Prêmio Critics' Choice Movie   | Melhor Elenco                        | O Jogo da Imitação | Indicado  | [ 25 ] [ 26 ] |
| 2015 | Prêmio Screen Actors Guild     | Melhor Elenco em Cinema              | O Jogo da Imitação | Indicado  | [ 22 ] [ 23 ] |
| 2015 | Prêmio Screen Actors Guild     | Melhor Elenco em Série Dramática     | Downton Abbey      | Venceu    | [ 27 ] [ 28 ] |
| 2016 | Prêmio Screen Actors Guild     | Melhor Elenco em Série Dramática     | Downton Abbey      | Indicado  | [ 29 ] [ 30 ] |
| 2018 | Prêmio Screen Actors Guild     | Melhor Elenco em Cinema              | Bohemian Rhapsody  | Indicado  | [ 31 ] [ 32 ] |